# 斎藤徳匡
斎藤 徳匡（齋藤 徳匡、さいとう のりまさ、1874年（明治7年）12月18日 - 1945年（昭和20年）7月11日）は、大日本帝国陸軍軍人。最終階級は陸軍少将。

## 経歴・人物
東京府出身。1896年（明治29年）陸軍士官学校第8期卒業。
大津連隊区司令官を経て、1920年（大正9年）1月に陸軍歩兵大佐、1921年（大正10年）6月に歩兵第9連隊長となり、1924年（大正13年）2月4日に陸軍少将に昇進と同時に待命、同月26日に予備役に編入した。墓所は多磨霊園(24-1-34)

## 栄典
- 1897年（明治30年）10月15日 - 正八位[4]
- 1899年（明治32年）12月26日 - 従七位[5]